# سيلين سمعان فيرنون
سيلين سمعان فيرنون مصممة وكاتبة وناشطة لبنانية-كندية. هي مؤسسة «سلو فاكتوري»، وهي منظمة خدمة عامة. وهي عضو في مجلس التقدمي الدولي، وصارت زميلة مدير في إم آي تي ميديا لاب في عام 2016، وعملت في مجلس إدارة "AIGA NY"، وهي منظمة تصميم غير ربحية.

## مسيرته
بدأت سمعان حياتها المهنية كمصممة ومنظّمة مجتمعية. عملت كمصممة لتجربة المستخدم لشركة «هيودج»، والجمعية العامة، و"Condé Nast". تعمل سمعان في مجال المعرفة المفتوحة والوصول إلى المعلومات، وتعمل مع مؤسسة المشاع الإبداعي لجلب الترخيص المفتوح إلى مونتريال ولبنان وقطر. مكنها تأسيس «سلو فاكتوري» في عام 2012 أثناء إقامتها في مونتريال من الانتقال إلى نيويورك سريعا في عام 2013 لمواصلة توسيع التقاطع بين الاستدامة البيئية وخدمة المجتمع ومجال الأزياء.
كفنانة ومصممة، ظهرت أعمالها في متحف الفن الحديث وكوبر هيويت في نيويورك، ومتحف دي يونغ في سان فرانسيسكو، وصممت في ذلك الأخير سترة مرتبطة بقضية الإسلاموفوبيا، إذ طبع عليها بالخط العربي الملحق الإضافي الأول للدستور الأمريكي ومن بين الأمور التي يشملها، الحرية الدينية.
تعد سمعان خبيرة معتمدة في مجال العدالة البيئية والاجتماعية. وكان من بين تصميماتها مجموعة من الأوشحة الحريرية استخدمت فيها صوراً مصدرها من وكالة ناسا. وأطلقت على هذه المجموعة اسم "petit atlas"، وتعاونت مع الصندوق العالمي للطبيعة، إذ منحتهم 10% من الأرباح، وذلك لكون هذه المنظمة تعني بحماية البيئة والمحيطات والأرض.
تنسب إليها صياغة مصطلح «نشاط الموضة»، كما عملت أيضًا على نطاق واسع لزيادة الوعي بالقضايا الأخرى المتعلقة بالعدالة الاجتماعية والبيئية من خلال توسيع برنامجها، على سبيل المثال عن طريق إدخال مصطلح "decolonization" (إنهاء الاستعمار) إلى صفحات مجلات الموضة الشائعة.
وهي معروفة بنشاطها في قضايا العدالة الاجتماعية خاصة فيما يتعلق باللاجئين، والاستيلاء الثقافي، والهوية العربية، وبمناصرتها للاستدامة في مجال الموضة، وعملها كمصممة رقمية. تُسخِّر سيلين أزياءها مراراً وتكراراً للاحتجاج السياسي، ففي سنة 2017 قامت بتصميم بعض الأوشحة طُبع عليها عبارة «محظورة»، فضلاً عن صورة ملتقطة بالقمر الصناعي للبلدان، التي حظر الرئيس الأمريكي دونالد ترامب دخول مواطنيها إلى الولايات المتحدة الأمريكية.

## روابط خارجية
- Land Acknowledgement - Study Hall New York Times
- Labor Acknowledgement In Advance Of Black History Month - Study Hall New York Times